# 福尔默斯巴赫
福尔默斯巴赫是德国莱茵兰-普法尔茨州的一个市镇。总面积2.44平方公里，总人口494人，其中男性224人，女性270人（2011年12月31日），人口密度202人/平方公里。